# Tỉnh ủy Bạc Liêu
Tỉnh ủy Bạc Liêu hay còn được gọi Ban chấp hành Đảng bộ tỉnh Bạc Liêu là cơ quan lãnh đạo cao nhất của Đảng bộ tỉnh Bạc Liêu giữa hai kỳ đại hội đại biểu Đảng bộ tỉnh Bạc Liêu, do Đại hội Đại biểu Đảng bộ tỉnh bầu.
Tỉnh ủy Bạc Liêu có chức năng thi hành nghị quyết, quyết định của Đại hội Đại biểu Đảng bộ tỉnh Bạc Liêu, Ban Chấp hành Trung ương Đảng, Ban Bí thư và Bộ Chính trị. Đứng đầu Tỉnh ủy là Bí thư Tỉnh ủy và thường là ủy viên Ban chấp hành Trung ương Đảng.